# Păng-xê

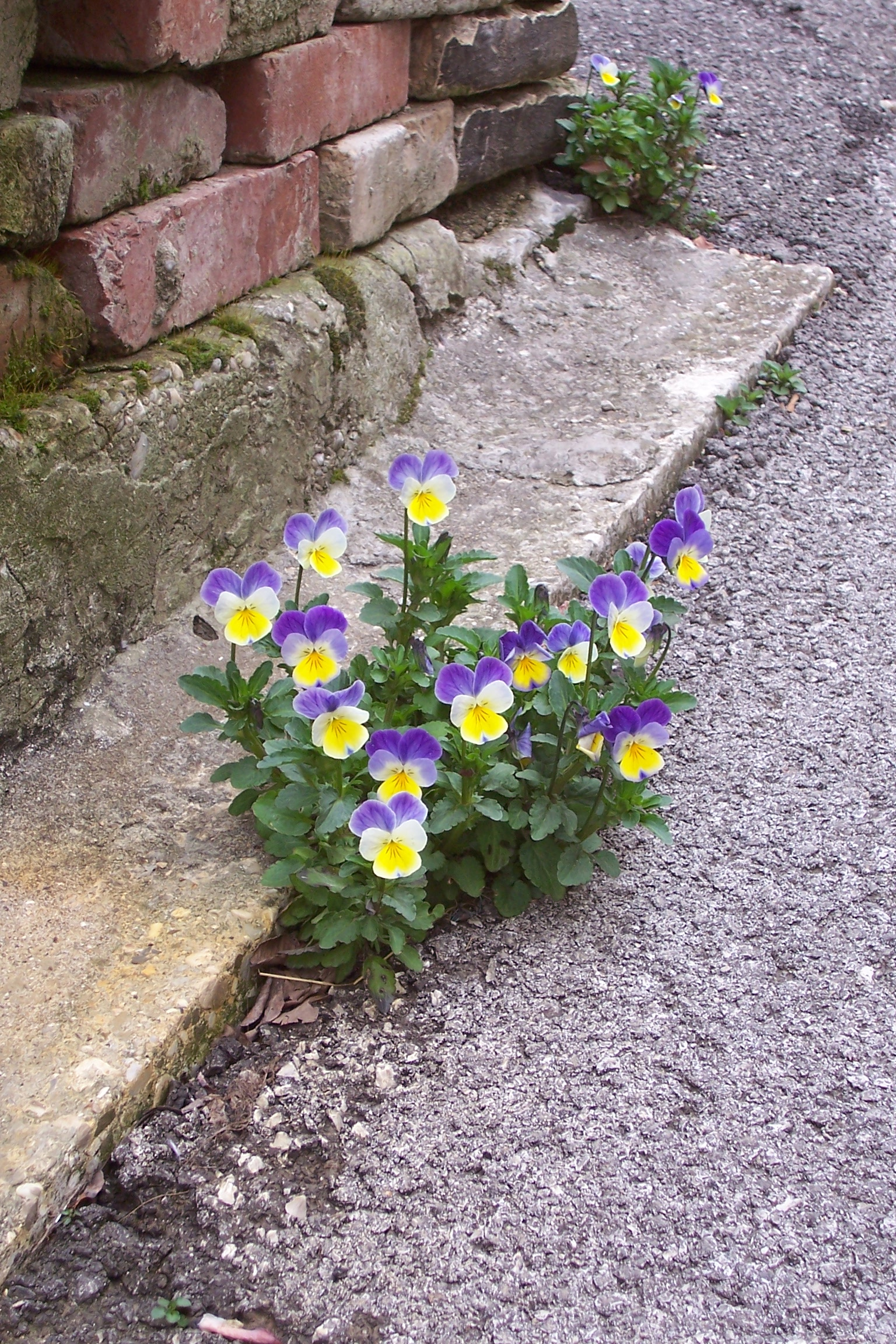
Bụi hoa păng-xê bên đường

Păng-xê hay phăng-xê, hoa bướm (tiếng Anh: pansy) là một giống cây lai được nuôi trồng đại trà lấy hoa trang trí. Giống này được lai từ các loài trong đoạn Melanium (chi Viola), nhất là Viola tricolor, một loài hoa dại từ khu vực châu Âu và Tây Á. Ví dụ lai điển hình của păng-xê là Viola × wittrockiana Gams ex Nauenb. & Buttler.

## Từ nguyên
Trong tiếng Anh, từ "pansy" bắt nguồn từ từ tiếng Pháp pensée (suy nghĩ). Păng-xê ban đầu xuất hiện trong tiếng Anh dưới tên Viola (màu tím) vào khoảng giữa thế kỷ 15, vì nó được coi là biểu tượng của sự hoài niệm.
Tại vùng Scandinavia, Scotland và các nước nói tiếng Đức, păng-xê được biết đến với cái tên là "mẹ kế" (Stiefmütterchen).
Ở Ý, hoa păng-xê có tên gọi là flammola (đốm lửa nhỏ).

## Miêu tả
Hoa păng-xê vườn có đường kính từ 5 – 8 cm (2 – 3 in). Hoa có hai cánh hơi chồng lên nhau, hai cánh khác mọc đối diện và một cánh nữa ở dưới có ngạnh đâm ra từ giữa hoa. Các cánh hoa thường màu trắng, vàng, đỏ tía hoặc xanh dương. Cây mọc cao tới khoảng 23 cm (9 in), ưa nắng và nước.

## Sâu bệnh

### Rệp
Các loài rệp trong họ Aphidoidea đôi khi sinh sống trên cây păng-xê. Có thể dùng nước xà phòng pha loãng hoặc thuốc trừ sâu để diệt rệp.

### Nấm
Cây có thể bị nấm xâm nhập, với biểu hiện là các đốm đen cùng với những sợi tơ trắng bao quanh mặt lá.

## Hình ảnh

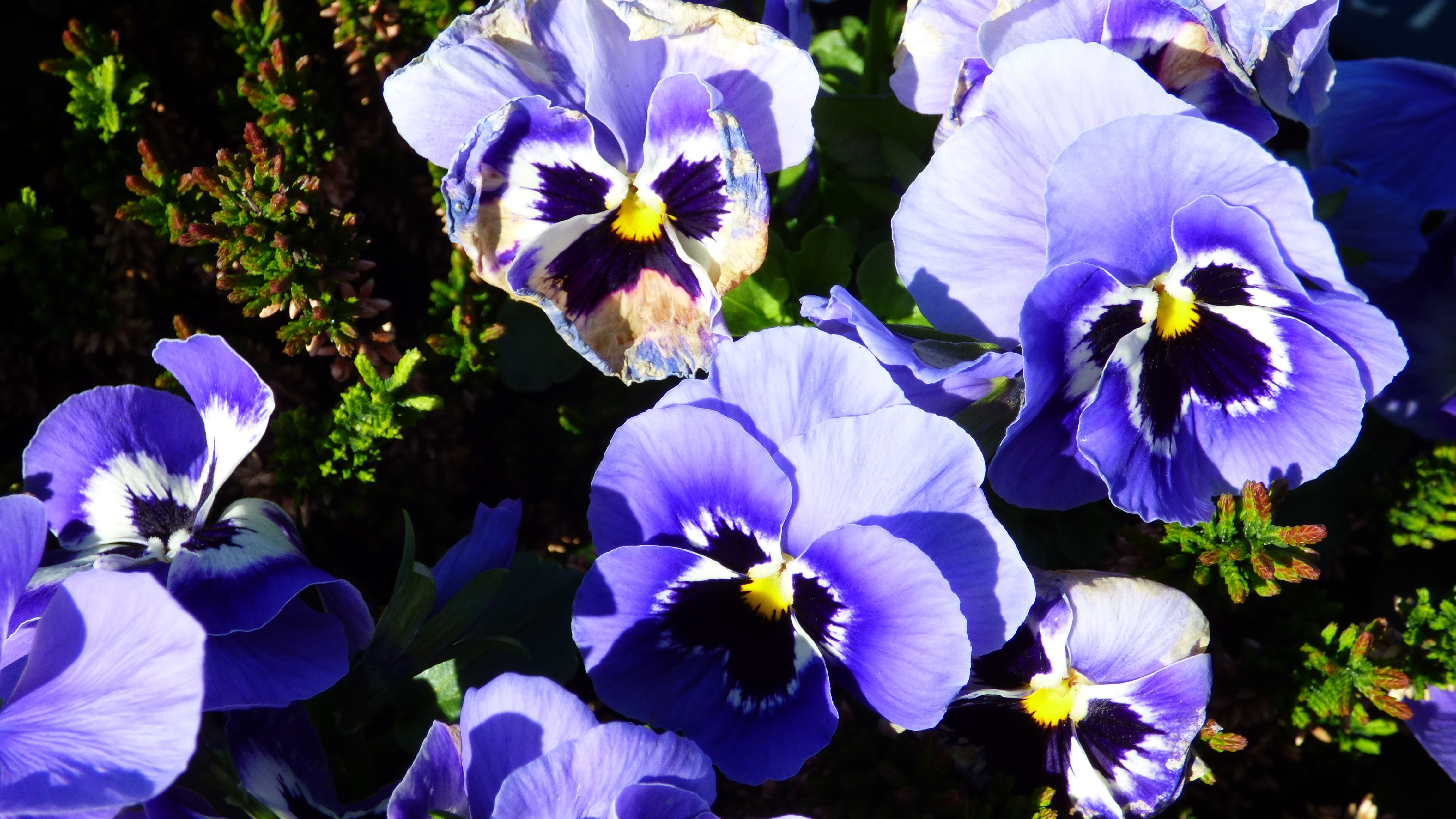
Hoa păng xê (Viola × wittrockiana)
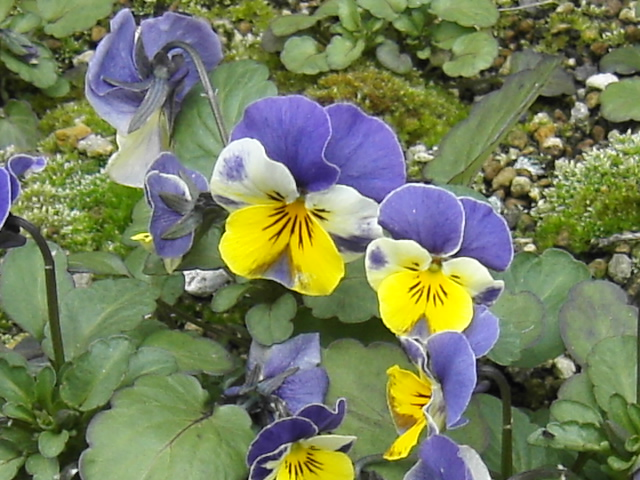
Hoa păng-xê và cánh hoa tạo dáng giống như khuôn mặt
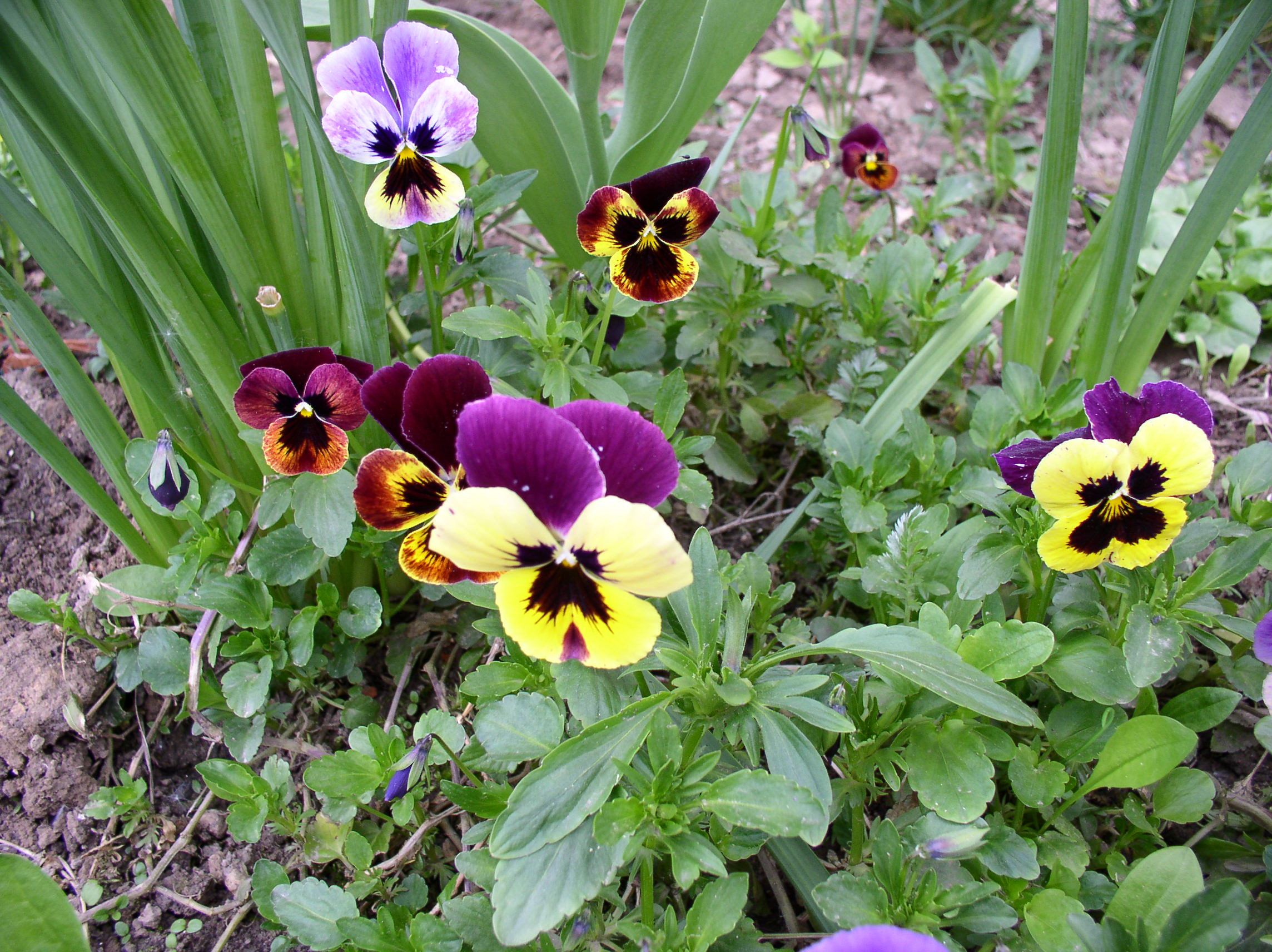
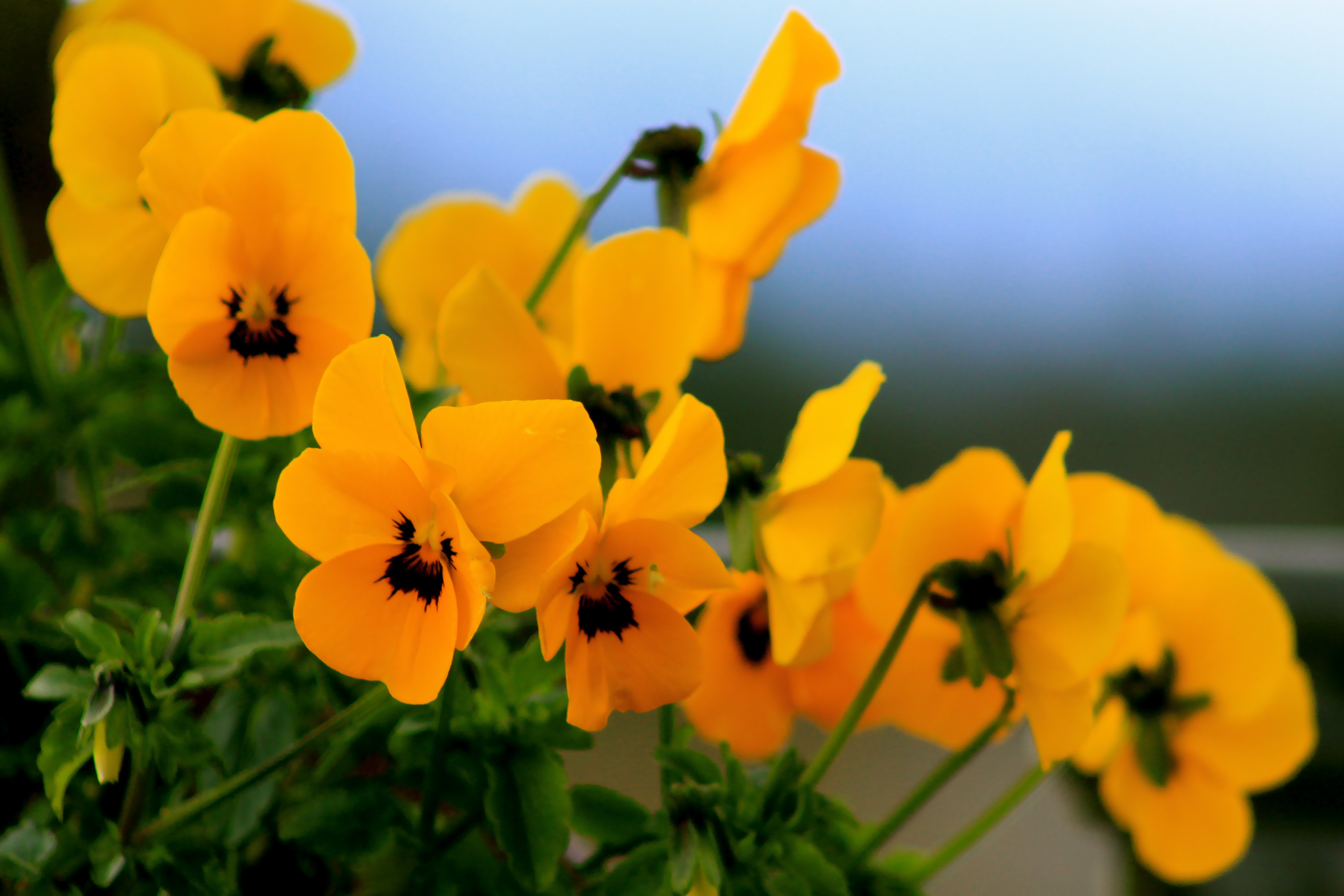
Păng-xê vàng
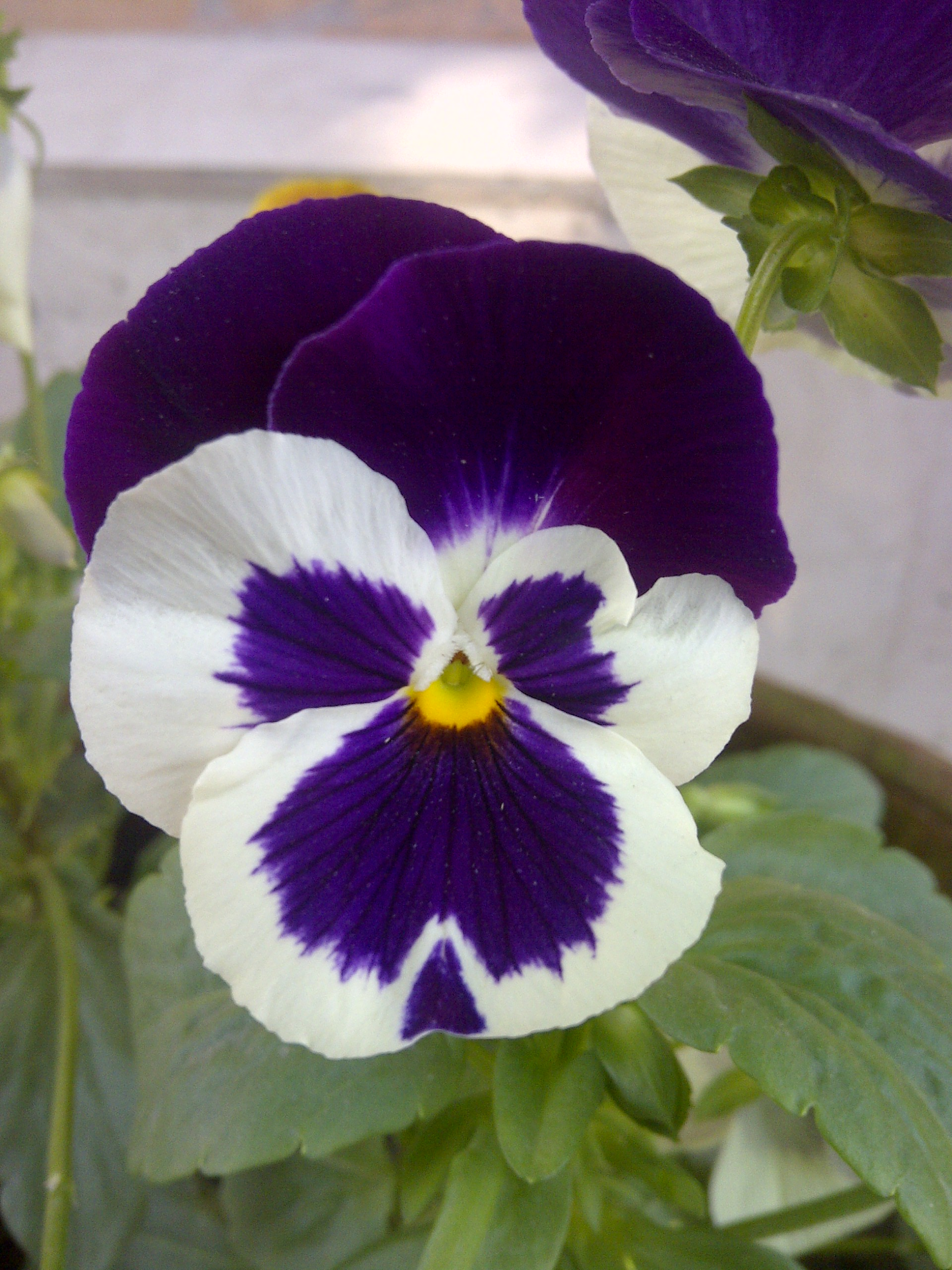
Păng-xê lai
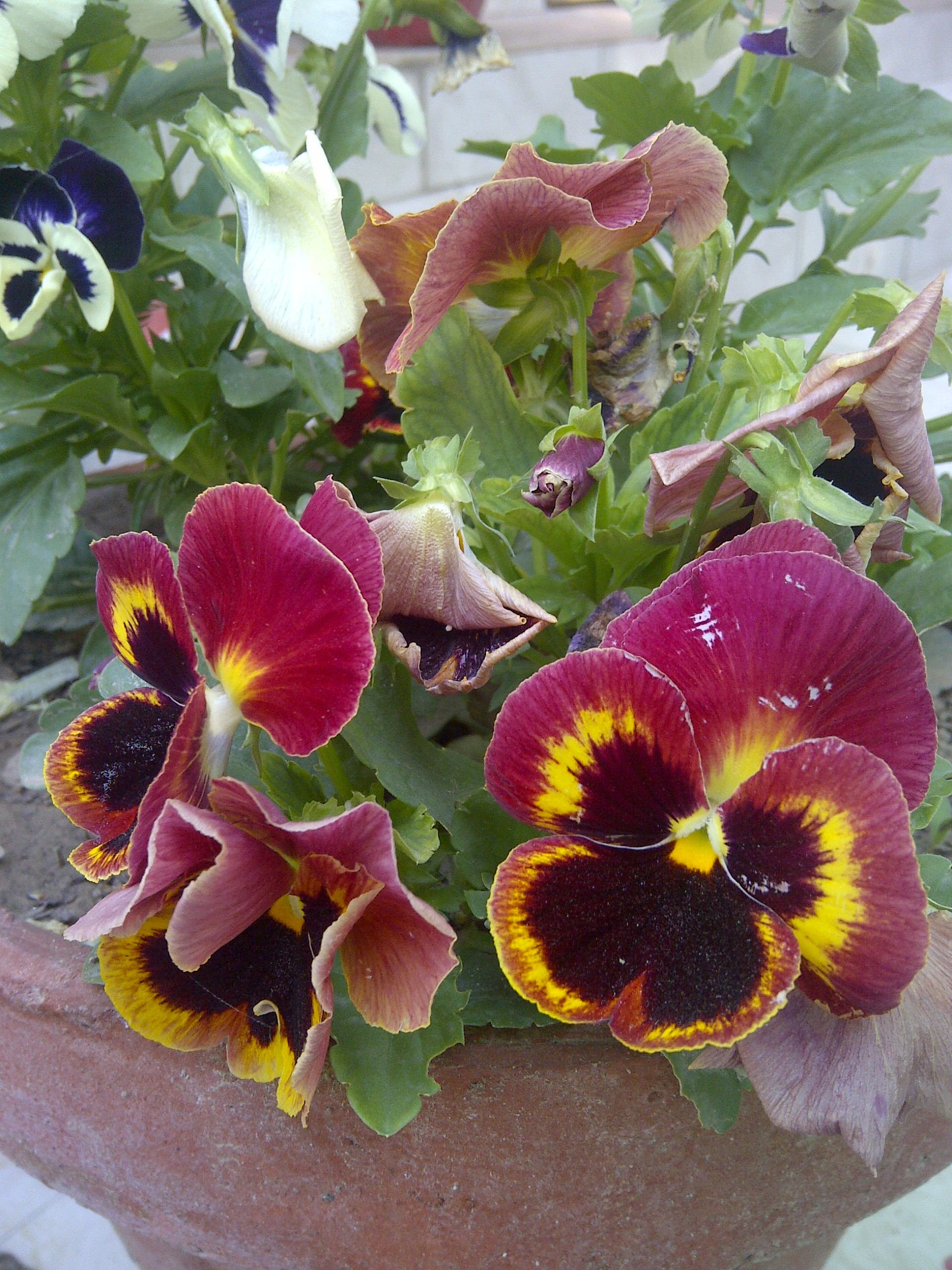
Păng-xê lai
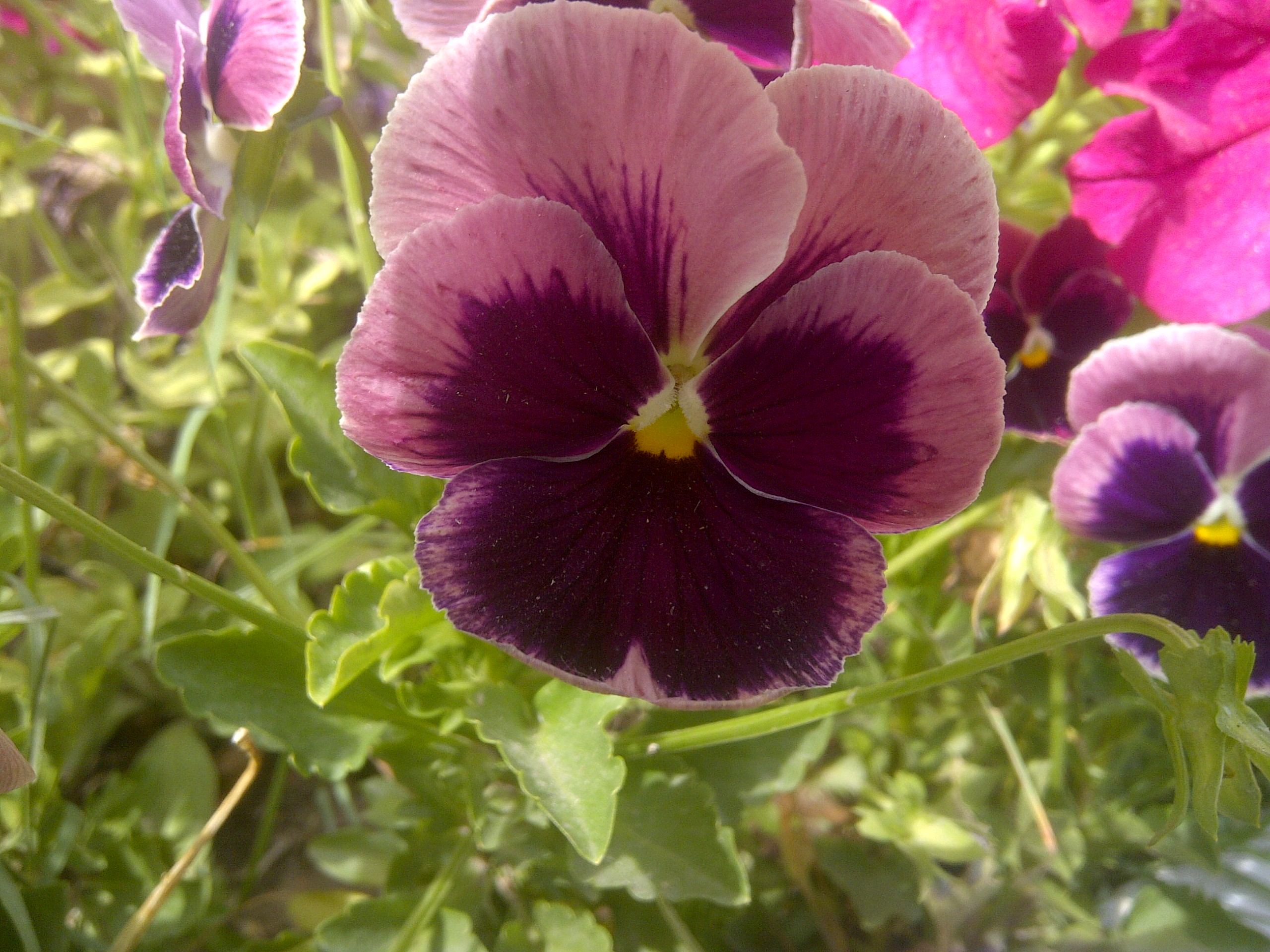
Păng-xê lai
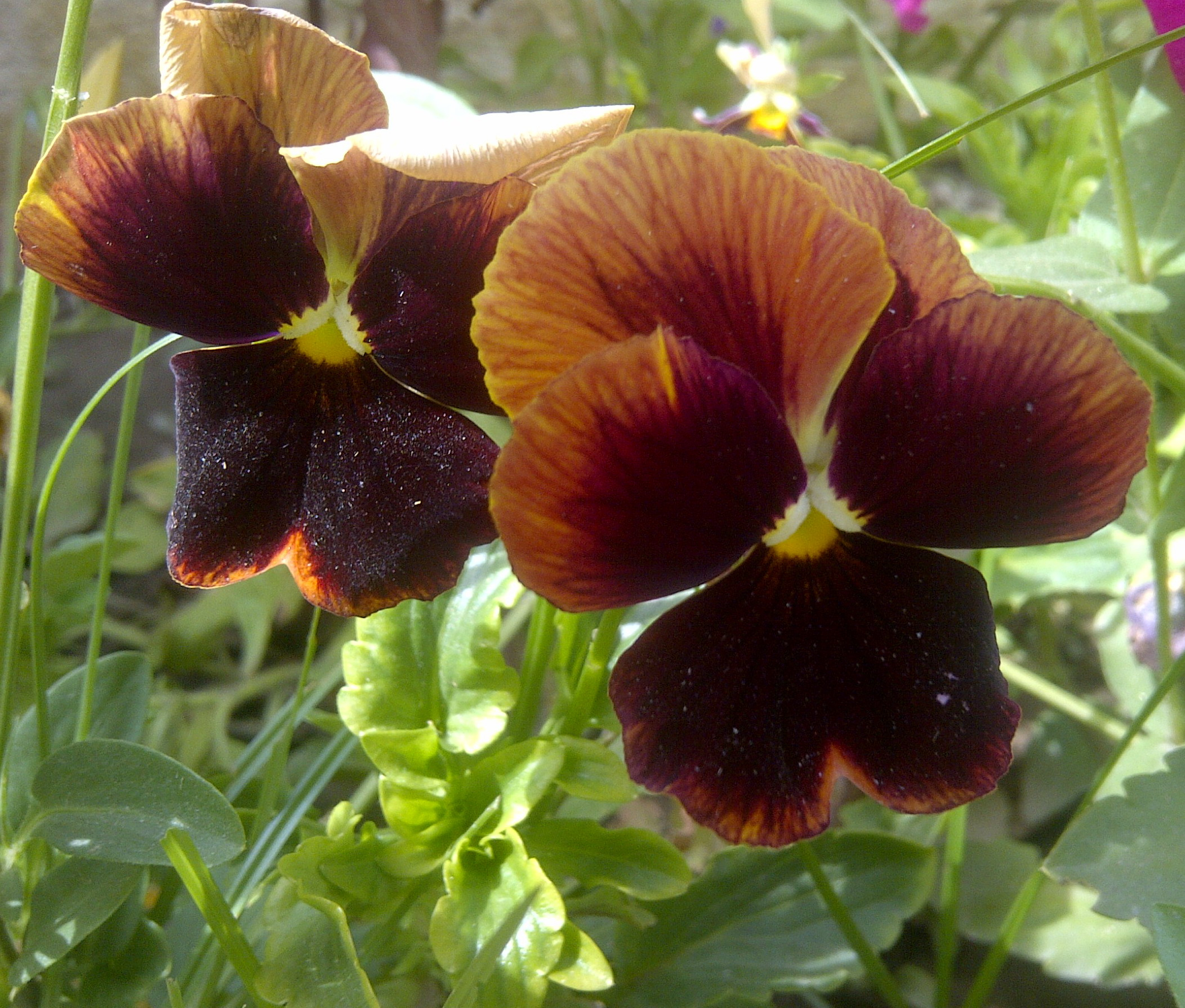
Păng-xê lai
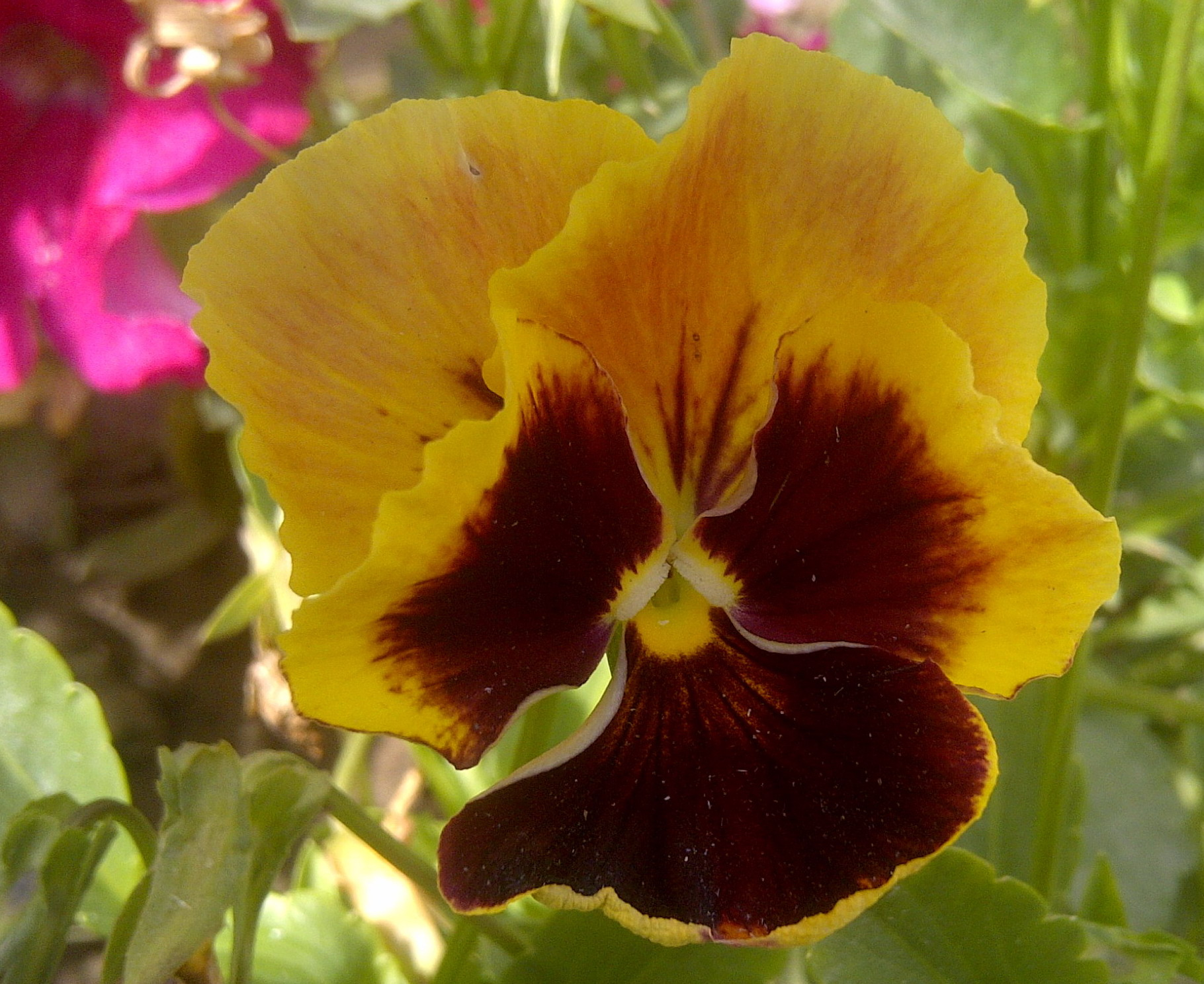
Păng-xê lai